# 7096 Napier
A 7096 Napier (ideiglenes jelöléssel 1992 VM) egy marsközeli kisbolygó. Robert H. McNaught fedezte fel 1992. november 3-án. Nevét John Napier skót matematikus után kapta.